# Henry Hugo Pierson

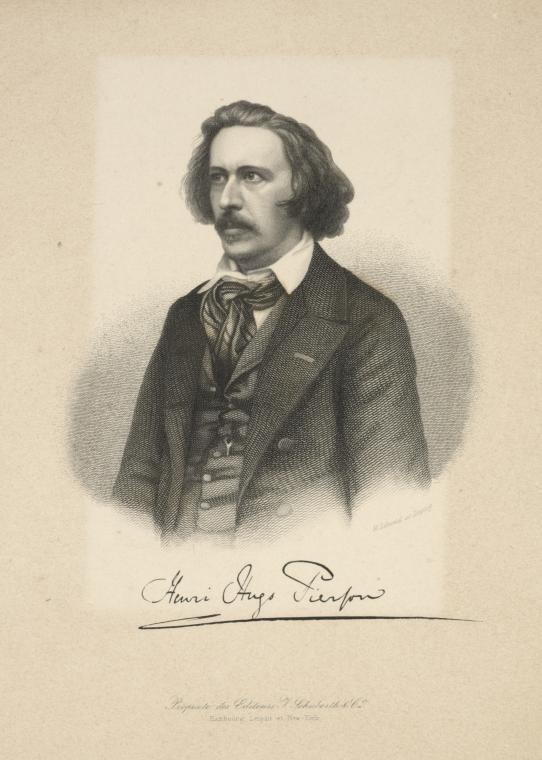
Henry Hugo Pierson

Henry Hugo Pierson, ursprünglich Henry Hugh Pearson (* 12. April 1815 in Oxford; † 28. Januar 1873 in Leipzig) war ein deutscher Komponist englischer Herkunft. Er war ebenfalls bekannt unter den Pseudonymen Edgar Mansfeld, Edgar Mansfeldt und dann, in Deutschland lebend, als Heinrich Hugo Pierson.

## Leben
Pierson war der Sohn eines anglikanischen Geistlichen, der zum Zeitpunkt seiner Geburt am St John’s College (Oxford) tätig war und später Domdekan der Kathedrale von Salisbury wurde. 1836 immatrikulierte er sich am Trinity College (Cambridge). 1839 kam er zum Musikstudium nach Mitteleuropa und studierte vor allem bei Christian Heinrich Rinck, Václav Jan Křtitel Tomášek und Carl Gottlieb Reißiger. Von August bis Oktober 1842 unternahm er mit Mary Shelley und ihrem Sohn Percy Florence Shelley, den er vom Trinity College kannte, eine Reise von Dresden über Prag, Linz, Salzburg, Innsbruck, Verona, Venedig und Florenz. Nach seiner Rückkehr nach Großbritannien wurde er 1844 zum Reid Professor of Music an der Universität Edinburgh berufen. Da es zu Streitigkeiten kam, trat er jedoch schon 1845 von diesem Amt zurück und ging im selben Jahr ganz nach Deutschland. Ab 1863 lebte er in Stuttgart. In seiner Wahlheimat hatte er vor allem Erfolg mit Opern und Liedern. Insbesondere seine Bühnenmusik zu Goethes Faust II, uraufgeführt am 25. März 1854 in Hamburg, wurde bis in die ersten Jahre des 20. Jahrhunderts immer wieder aufgeführt. Ab 1860 komponierte er eine ganze Reihe von Stücken für Männerchor. Er ist in Deutschland auch bekannt, weil eine Melodie, die er ursprünglich für Thomas Campbells Ye mariners of England komponiert hatte und dann 1860 für Ludwig Bauers Volkshymne Beharrlich! überarbeitet hatte, zur Melodie des im Ersten Weltkrieg sehr beliebten deutsch-nationalistischen Liedes O Deutschland hoch in Ehren wurde. Hubert Parry nahm im Jahr 1867 Unterricht bei ihm.
Pierson hatte Anfang der 1840er Jahre eine Affäre mit der damals sehr bekannten Improvisatrice (Stegreifdichterin) Karoline, geb. Leonhardt (1811–1899), die zu diesem Zeitpunkt noch mit Johann Peter Lyser verheiratet war. Er heiratete sie nach ihrer Scheidung von Lyser 1844. Das Paar hatte drei Söhne und eine Tochter; außerdem zwei Söhne und eine Tochter aus Karolines erster Ehe mit Lyser; einer der Söhne, Reginald Henry Holmer Pierson (1846–1906), betrieb ab 1880 in Coswig (Sachsen) das Sanatorium Lindenhof (heute Fachkrankenhaus Coswig). Die anderen beiden Söhne Edgar Mansfield Pierson (1848–1919) und Henry (Georg) Pierson (1851–1902) gründeten nach ihrem Studium den zur damaligen Zeit bekannten Pierson’schen Verlag in Dresden, den Edgar später erfolgreich allein führte und in dem 1889 Bertha von Suttners Die Waffen nieder! erschien.
Pierson wurde in Sonning, Berkshire, begraben.

## Werke
- Bühnenmusik zu Faust. Der Tragödie zweiter Teil (1854) Vollständiger Clavierauszug mit deutschem und englischem Texte. Schott, Mainz [ca. 1858]
- Macbeth. Sinfonische Dichtung für grosses Orchester; op. 54. (1859) Schuberth, Leipzig [ca. 1890]
- Romeo and Juliet

### Opern
- Der Elfensieg, 1845
- Leila. Hamburg 1848
- Contarini. Hamburg 1872
- Fenice. (posthum) 1883

### Oratorien und geistliche Musik
- Jerusalem. 1862
- Hezekiah. 1869 (Fragment)
- The Office of Holy Communion. Simpkin, Marshall, London 1870

### Lieder
- Characteristic songs of Shelley. Novello, London c. 1835; Breitkopf & Härtel, Leipzig ca. 1839
- Sechs Lieder von Robert Burns. Leipzig 1842[5]

## Schriften
- „Ludwig van Beethovens Studien im Generalbass, Contrapunkt und in der Compositionslehre, aus dessen handschriftlichem Nachlass gesammelt und herausgegeben von Ignaz Ritter von Seyfried. Zweite revidirte und im Text vervollständigte Ausgabe von Henry Hugh Pierson (Edgar Mansfeldt), qd Professor der Tonkunst an der Universität zu Edinburg.“ Schuberth, Leipzig / Hamburg / New York 1853 (ebenso engl. Ausgabe)

Digitalisat der deutschen Ausgabe in der Google-Buchsuche
Digitalisat der englischen Ausgabe in der Google-Buchsuche